# Józef Cwetsch
Józef Cwetsch (ur. 9 marca 1923 w Komarnie, zm. 28 marca 2019 w Warszawie) – generał dywizji WP, zastępca komendanta Akademii Sztabu Generalnego od 1968, szef Sztabu i zastępca dowódcy Wojsk Lotniczych od 1969, wieloletni szef Inspektoratu Obrony Cywilnej Kraju (1975-1988).

## Życiorys
Syn Jakuba i Karoliny. W 1939 ukończył Państwowe Liceum i Gimnazjum im. Króla Władysława Jagiełły w Gródku Jagiellońskim. Podczas okupacji sowieckiej robotnik budowlany i magazynier we Lwowie, podczas okupacji niemieckiej pracował w Gródku Jagiellońskim. Od 13 września 1944 żołnierz 4 zapasowego pułku kawalerii w Hrubieszowie. Od lutego do maja 1945 w Oficerskiej Szkole Piechoty w Lublinie, którą ukończył ze stopniem podporucznika (promowany przez gen. bryg. Bronisława Półturzyckiego). Następnie służył w 47 pułku piechoty w Fordonie, potem w Świeciu jako dowódca kompanii piechoty. Od lipca 1946 adiutant szefa sztabu 2 batalionu piechoty w 30 pułku piechoty w Przemyślu. Od grudnia 1946 w sztabie 9 Dywizji Piechoty w Rzeszowie, a od 29 września 1952 w sztabie 29 Dywizji Piechoty w Bielsku-Białej. W październiku 1954 został szefem sztabu 2 DP w Częstochowie. W latach 1956–1957 na kursie w Akademii Sztabu Generalnego, a w 1960 ukończył studia w tej akademii. W latach 1957–1958 szef sztabu 2 Warszawskiej Dywizji Zmechanizowanej w Nysie, potem przeniesiony do  Sztabu Generalnego WP w Warszawie. Od 1 maja 1964 zastępca szefa Oddziału I SG WP. Od 1964 do 1966 studiował w Wojskowej Akademii Sztabu Generalnego Sił Zbrojnych im. K. Woroszyłowa w Moskwie. Od maja 1968 zastępca komendanta Akademii Sztabu Generalnego ds. naukowych, a od lipca 1969 szef sztabu i zastępca dowódcy Wojsk Lotniczych. W październiku 1970 mianowany generałem brygady. 29 października 1971 skończył Wyższy Kurs Dowódczo-Sztabowy Kadry Wojsk Lotniczych przy Wojskowej Akademii Sił Powietrznych ZSRR im. J. Gagarina w Monino. w latach 1975-1976 zastępca Głównego Inspektora Obrony Terytorialnej, w 1976-1988 szef Inspektoratu Obrony Cywilnej i zastępca szefa Obrony Cywilnej Kraju. 27 września 1984 mianowany generałem dywizji. W lutym 1989 przeniesiony w stan spoczynku, pożegnany przez ministra obrony narodowej gen. armii Floriana Siwickiego.

## Awanse
W trakcie wieloletniej służby w ludowym Wojsku Polskim otrzymywał awanse na kolejne stopnie wojskowe:
- podporucznik - 1945
- porucznik - 1946
- kapitan - 1947
- major - 1951
- podpułkownik - 1955
- pułkownik - 1961
- generał brygady - 1970
- generał dywizji - 1984

## Odznaczenia
- Order Sztandaru Pracy II klasy (1978)
- Krzyż Komandorski Orderu Odrodzenia Polski (1972)
- Krzyż Oficerski Orderu Odrodzenia Polski (1968)
- Krzyż Kawalerski Orderu Odrodzenia Polski (1963)
- Krzyż Walecznych (1970)
- Złoty Krzyż Zasługi (1958)
- Srebrny Krzyż Zasługi (1945)
- Medal 10-lecia Polski Ludowej
- Medal 30-lecia Polski Ludowej
- Medal 40-lecia Polski Ludowej
- Medal Komisji Edukacji Narodowej (1976)[2]
- Złoty Medal „Siły Zbrojne w Służbie Ojczyzny”
- Srebrny Medal Siły Zbrojne w Służbie Ojczyzny
- Brązowy Medal Siły Zbrojne w Służbie Ojczyzny
- Złoty Medal „Za zasługi dla obronności kraju”
- Srebrny Medal Za zasługi dla obronności kraju
- Brązowy Medal Za zasługi dla obronności kraju
- Złoty Medal „Za Zasługi w Umacnianiu Przyjaźni PRL-ZSRR” (1987, TPPR)[3]
- Order Przyjaźni Narodów (1973, ZSRR)
- Medal "Za zasługi dla Obrony Cywilnej" (1982, NRD)[4]